# Pencoed
Pencoed (en anglais) ou Pen-coed (en gallois) est une ville et une communauté du borough de comté de Bridgend, au pays de Galles.
Située à quelques kilomètres au nord-est de Bridgend, elle est traversée par l'Ewenny (en) et l'autoroute M4. 
Au recensement de 2011, elle comptait 9 166 habitants.

## Jumelages
Pencoed est jumelée avec :
- Plouzané (France)
- Waldsassen (Allemagne)